# Capdecosta (Serrateix)
|  | Aquest article tracta sobre una masia de Serrateix. Si cerqueu la masia de Puig-reig, vegeu «Masia Serra de Cap de Costa». |

Capdecosta o Cap de Costa és una masia de Serrateix, al municipi de Viver i Serrateix (Berguedà) inclosa en l'Inventari del Patrimoni Arquitectònic de Catalunya.
Es troba al peu de la carretera de Serrateix a Cardona. Un trencall ben senyalitzat, a 2 km de Serrateix, hi baixa.

## Descripció
Masia orientada al sud del tipus II segons la classificació de J. Danés, amb la coberta a dues vessants i el carener perpendicular a la façana principal. Presenta una ordenació simètrica dels elements de la façana; les obertures són de pedra i amb arcs rebaixats, arcs de mig punt o llindes. Consta de tres plantes i la tercera té una galeria de tres arcs, dos d'ells tapiats.
Tota la construcció és de pedra, amb carreus irregulars i reforçada per carreus de mida gran i ben escairats als angles.

## Història
Sobre una finestra hi ha la data 1887, tot i que sembla que la masia és anterior.